# David Teniers (młodszy)

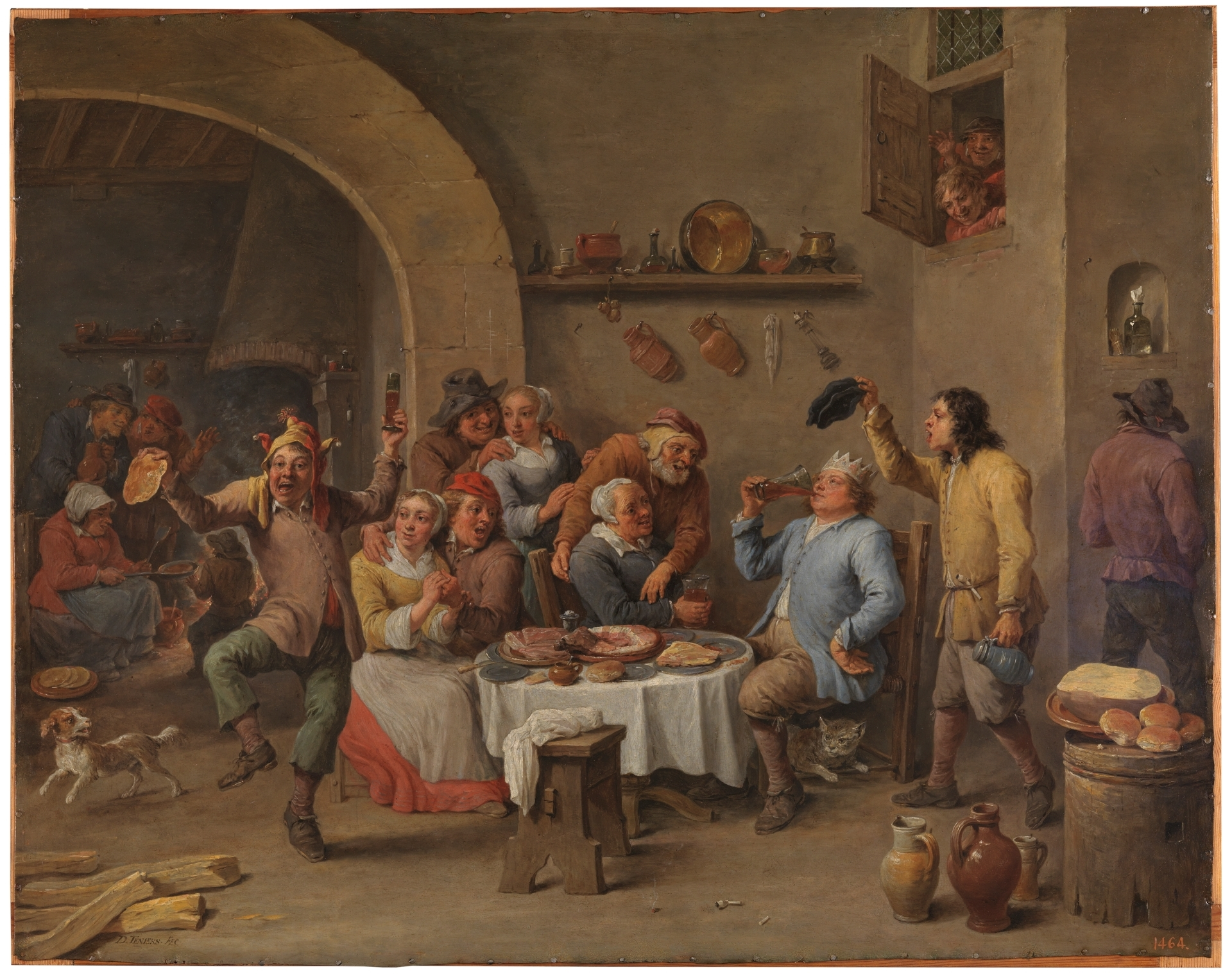
Król pije (Święto Trzech Króli) (ok. 1640), Prado, Madryt

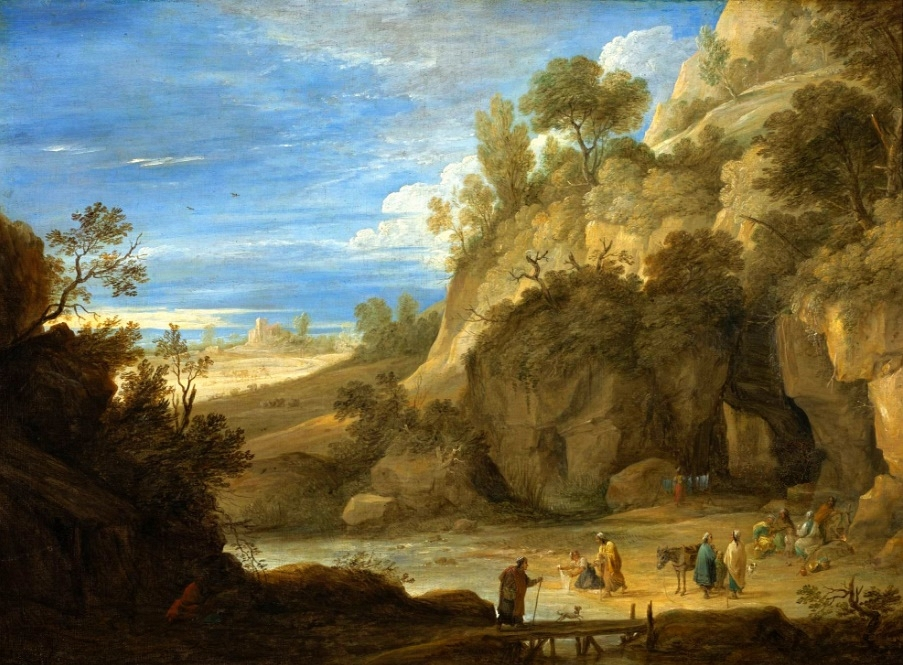
Krajobraz z Cyganami (1641), Muzeum Narodowe w Warszawie

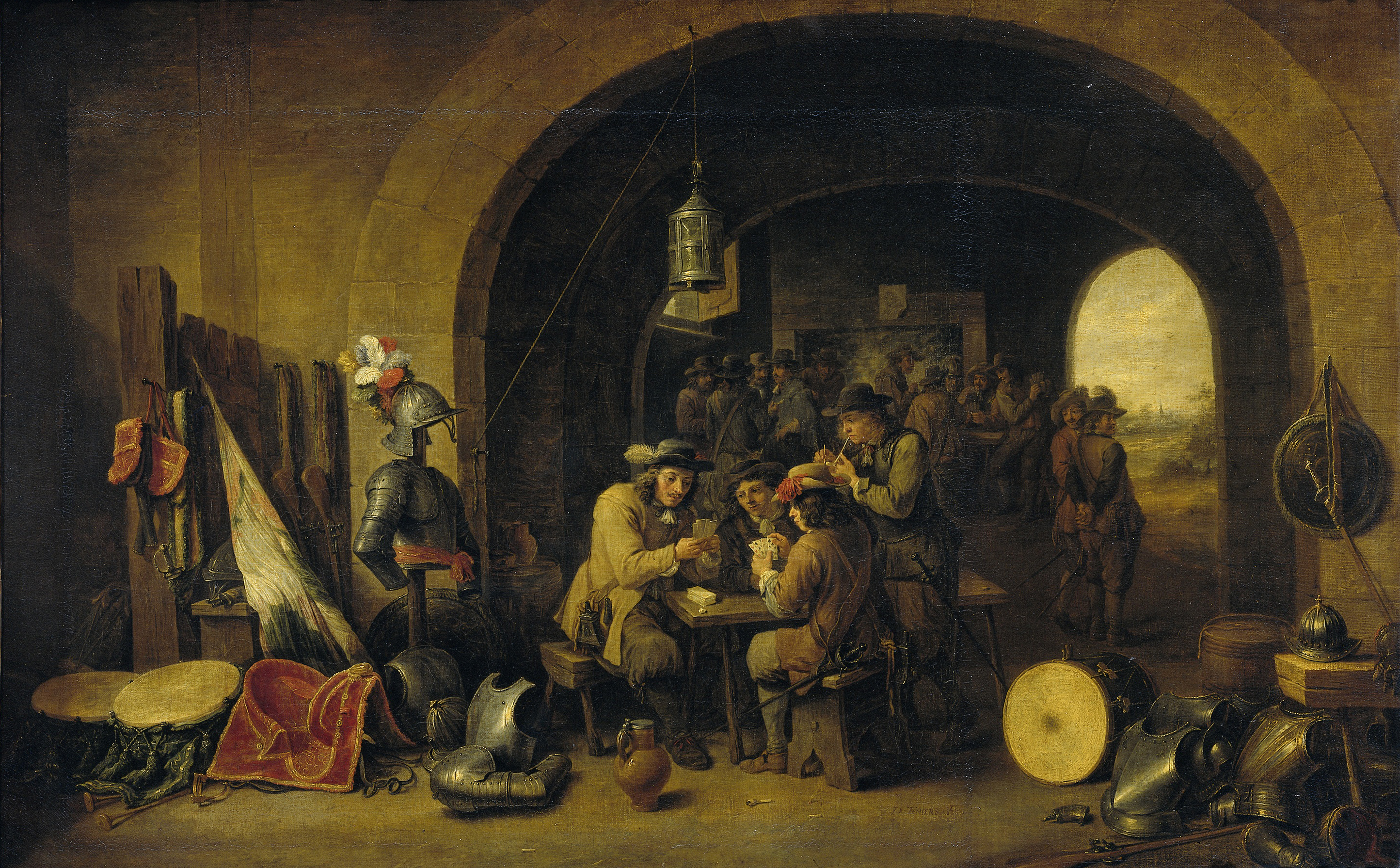
Wartownia (1641), Rijksmuseum, Amsterdam

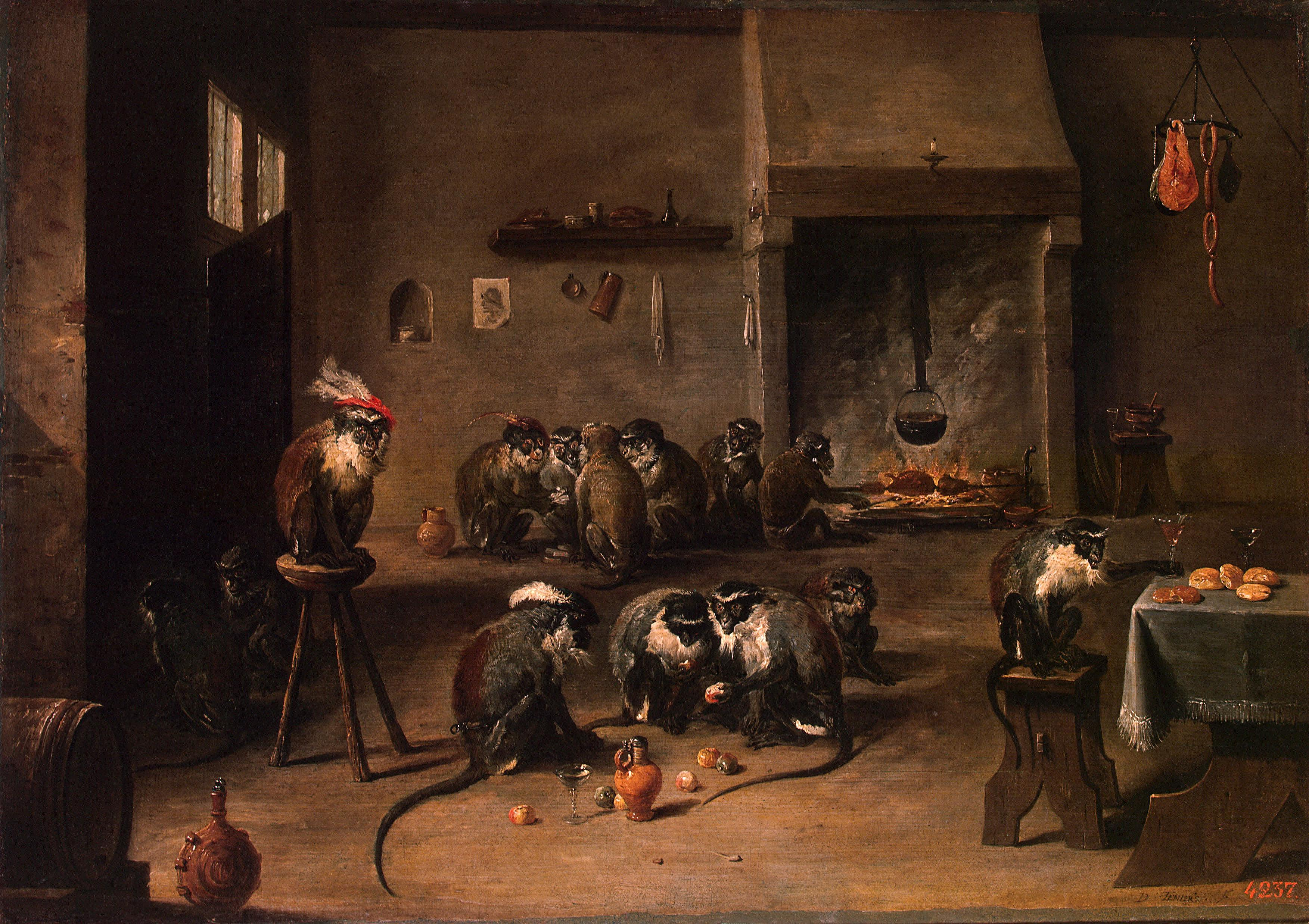
Małpy w kuchni (ok. 1645), Ermitaż, Sankt Petersburg

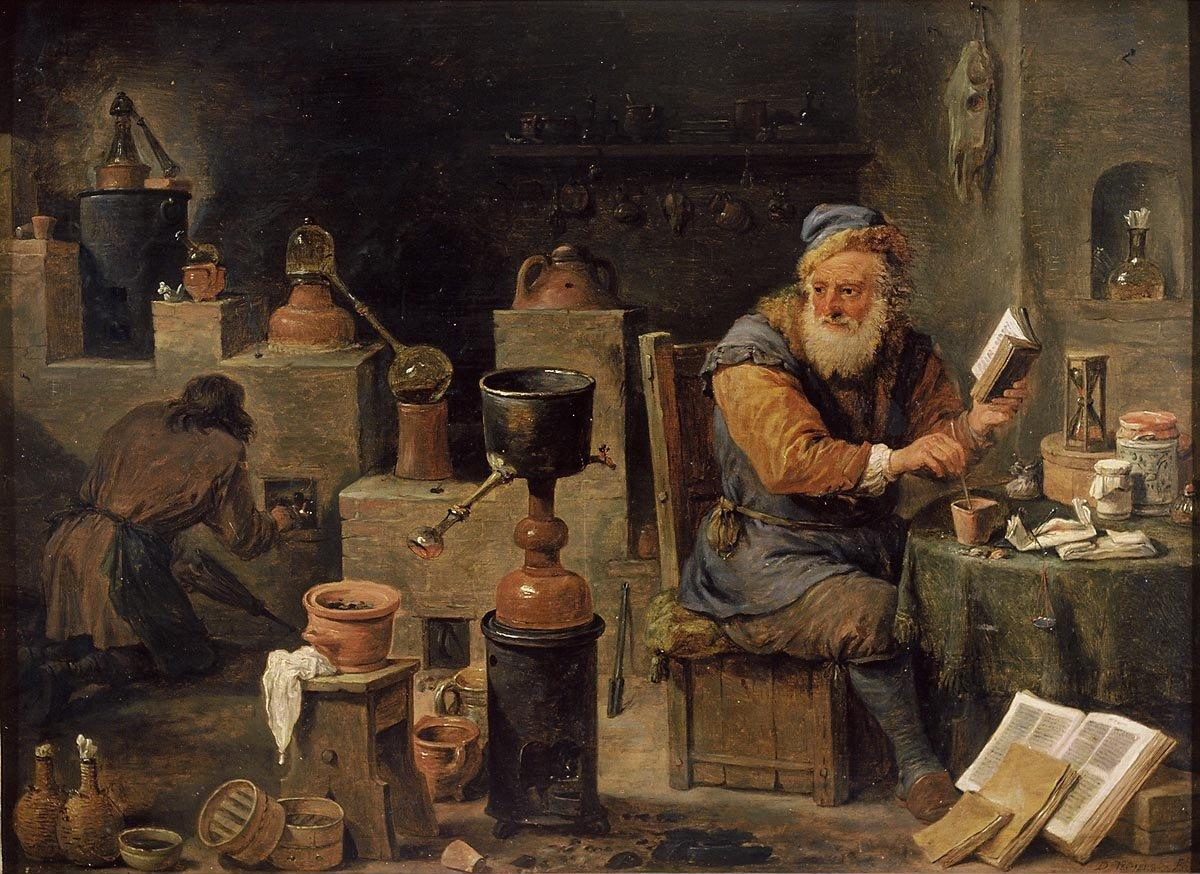
Alchemik (ok. 1650), Mauritshuis, Haga

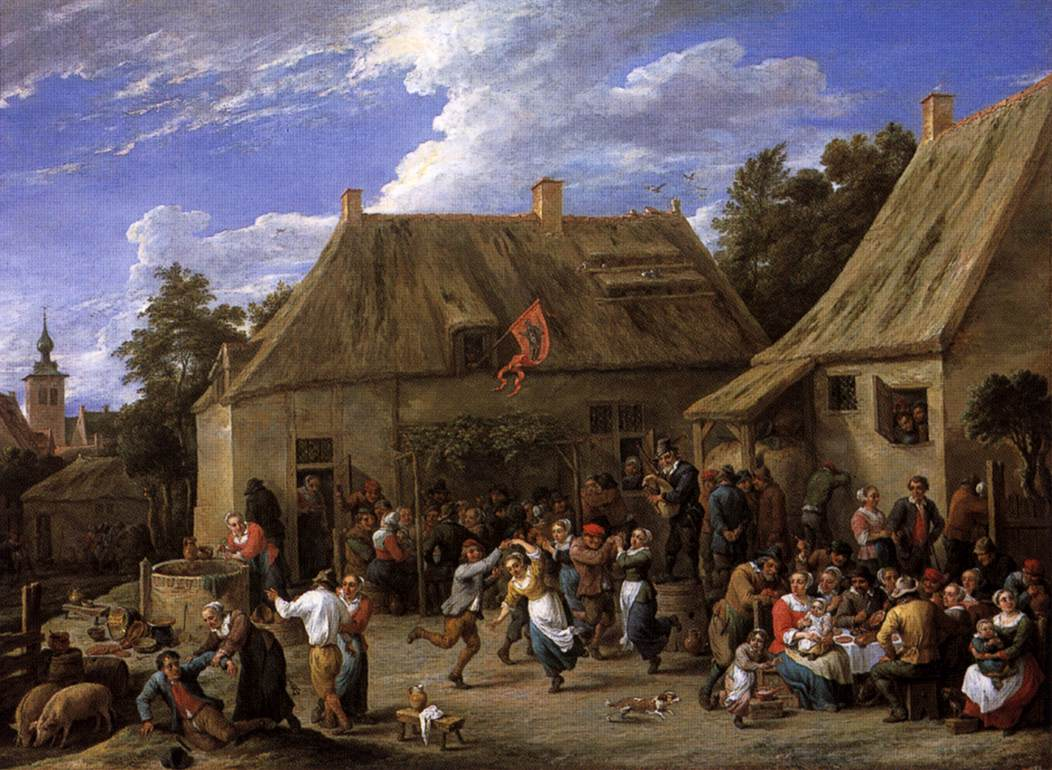
Kiermasz wiejski (ok. 1650), Rijksmuseum, Amsterdam

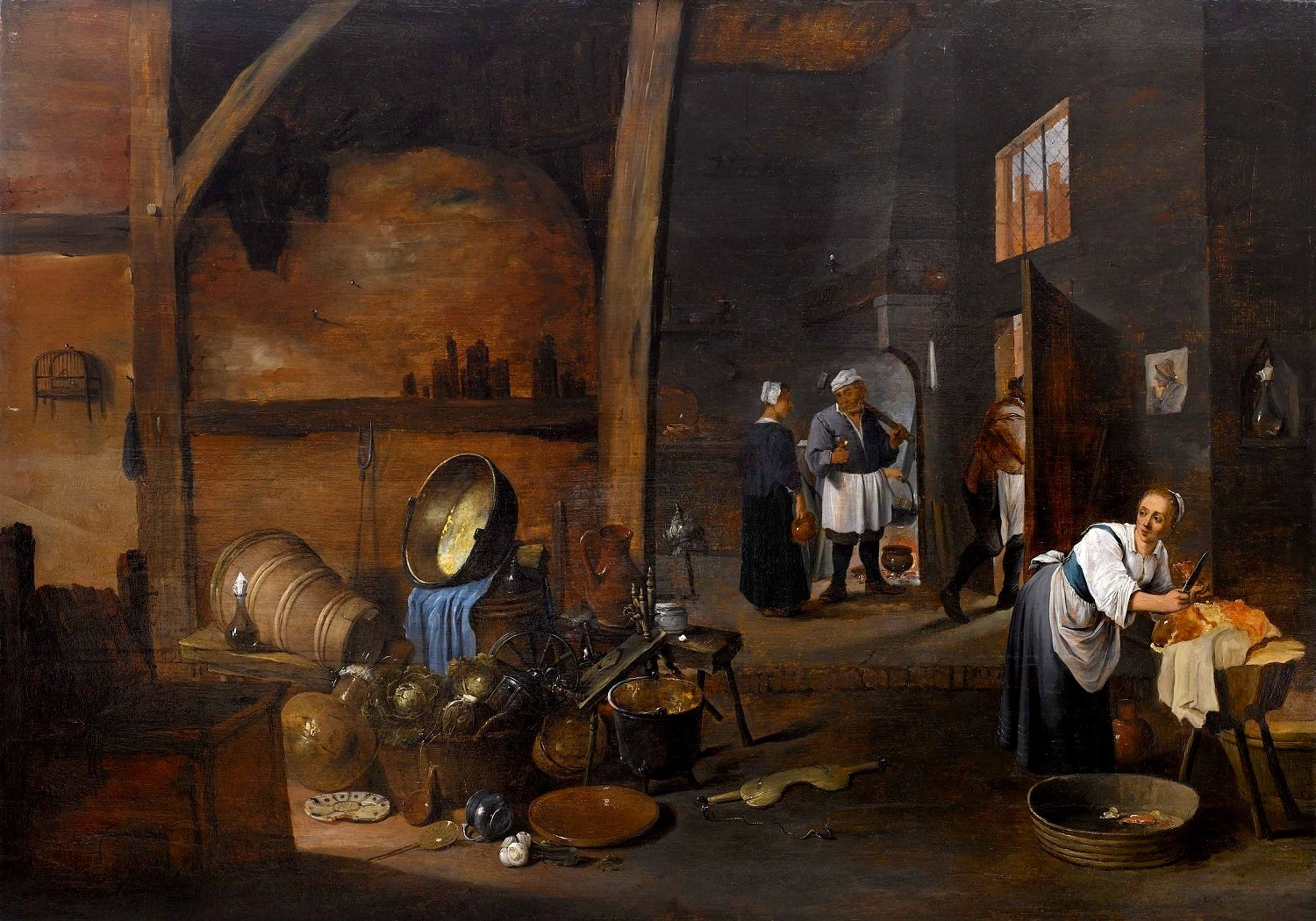
Wnętrze kuchni (po 1650), Muzeum Pałacu Króla Jana III w Wilanowie

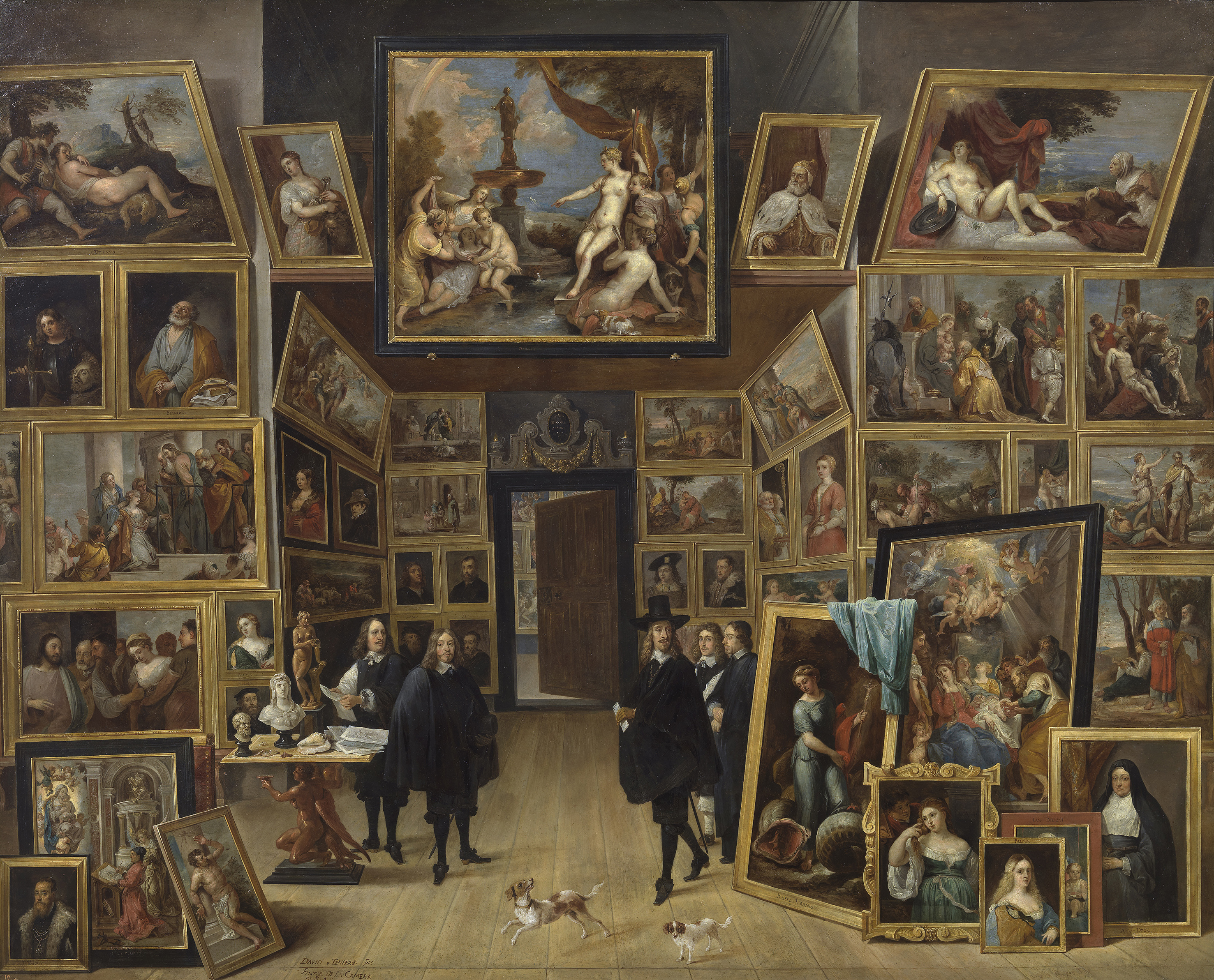
Arcyksiążę Leopold Wilhelm w swojej galerii (1651–1653), Prado, Madryt

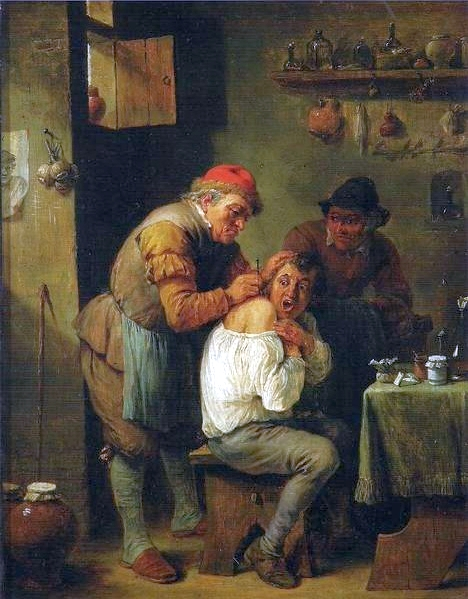
Operacja (1655), Galeria Malarstwa i Rzeźby Muzeum Narodowego w Poznaniu

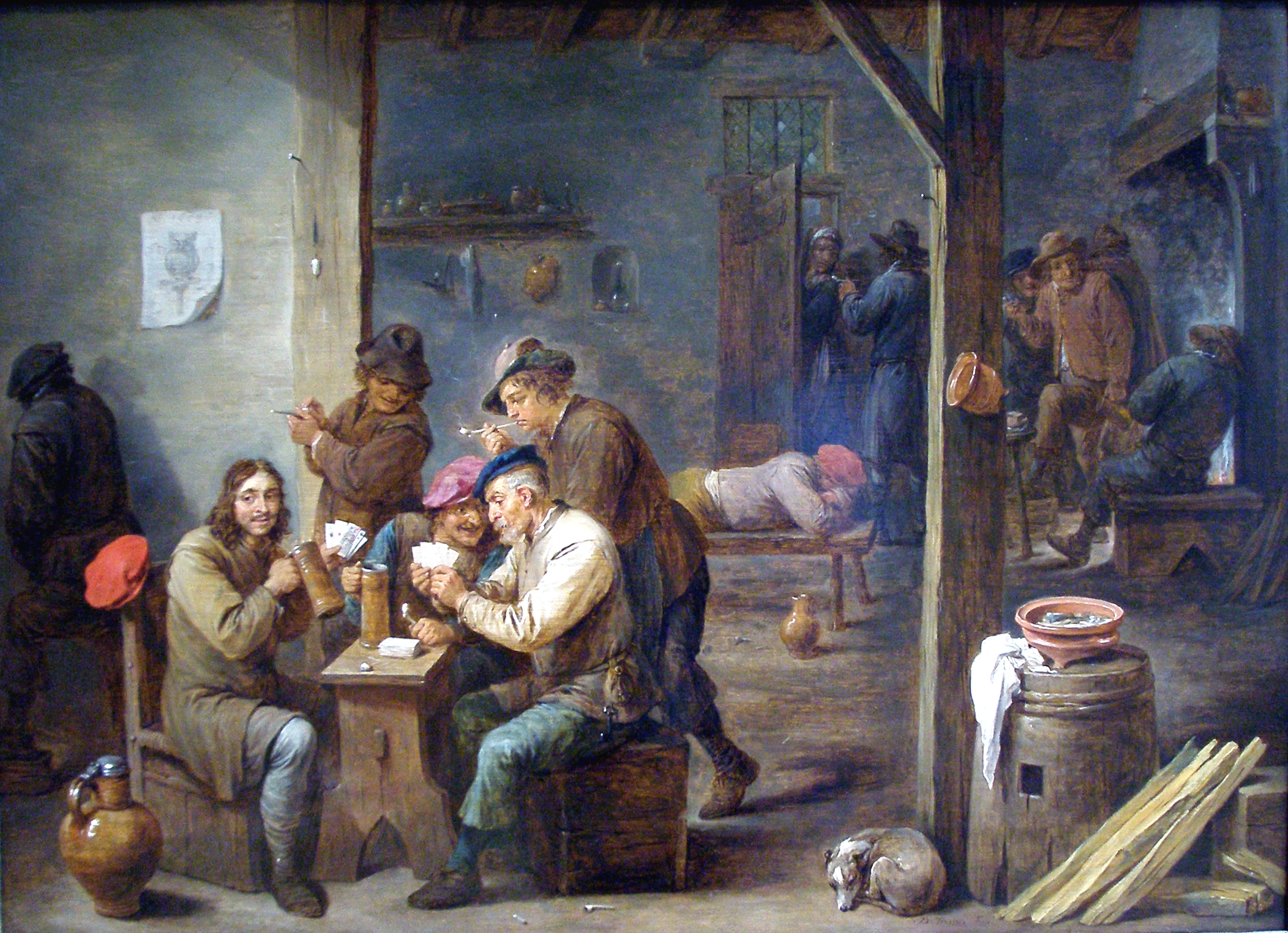
Scena w tawernie (1658), National Gallery of Art, Waszyngton

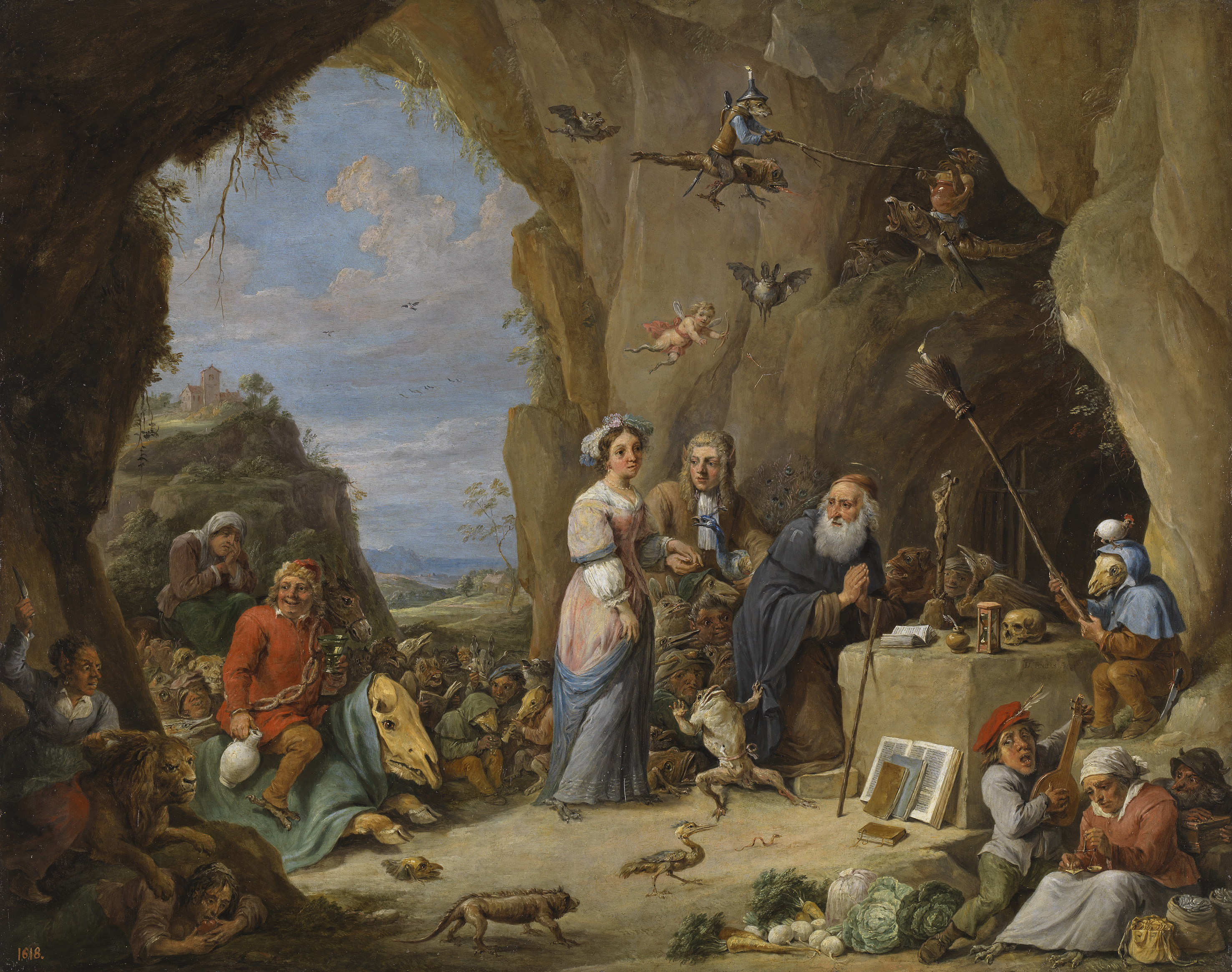
Kuszenie św. Antoniego (ok. 1670), Prado, Madryt

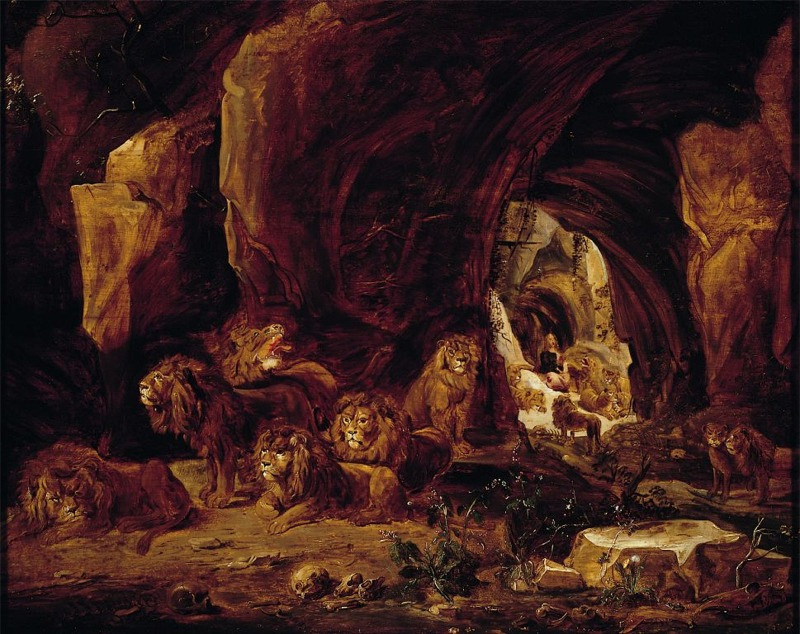
Daniel w jaskini lwów (2 poł. XVII wieku), Muzeum Narodowe w Warszawie

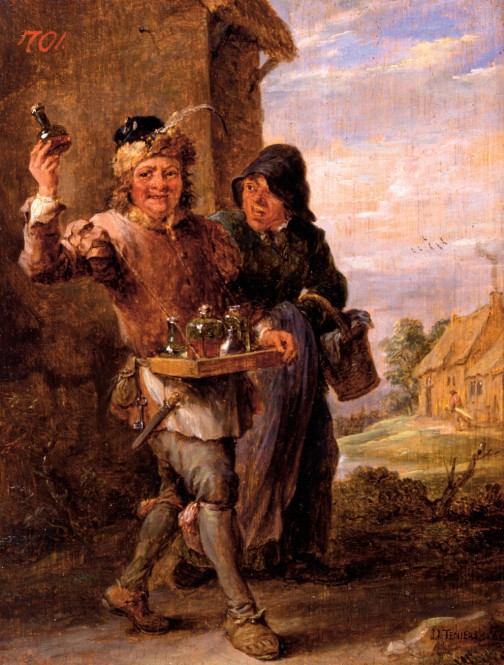
Wiejski doktor (2 poł. XVII), Zamek Królewski w Warszawie

David Teniers II (ochrz. 15 grudnia 1610 w Antwerpii, zm. 25 kwietnia 1690 w Brukseli) – malarz i grafik flamandzki okresu baroku, przedstawiciel malarstwa rodzajowego.
Był najbardziej znanym członkiem rodu malarzy flamandzkich. Malarzami byli także jego ojciec – David Teniers I (starszy) (1582–1649), stryj – Julien Teniers I (1572–1615), teść – Jan Breughel Aksamitny (1568–1625), siostrzeniec – Jan van Kessel St. (1626–1679), trzej bracia – Julien Teniers II (1616–1649), Abraham Teniers (1629–1670) i Theodoor Teniers (1619–1697) oraz syn – David Teniers III (1638–1685).
Terminował u swojego ojca Davida Teniersa (starszego). W 1632 wstąpił jako mistrz (wijnmeester) do gildii św. Łukasza w Antwerpii. W 1637 ożenił się z Anne Brueghel, córką Jana Brueghla Aksamitnego. Świadkiem na jego ślubie był Peter Paul Rubens. Pierwsze swoje prace podpisywał tak jak reszta rodziny (ojciec, bracia, syn), a więc Tenier (flamandzka wersja imienia walońskiego Taisnier pozostała po przodkach wywodzących się z Ath). Był bardzo muzykalny i grał na skrzypcach.
W 1650 przeniósł się do Brukseli. Od 1647 pełnił funkcję kustosza galerii arcyksięcia Leopolda Wilhelma, regenta Niderlandów, znanego kolekcjonera dzieł sztuki. W 1651 został malarzem dworskim. Skopiował wtedy, z myślą o reprodukcjach graficznych, w zmniejszonej skali, 244 obrazy z galerii arcyksięcia w pałacu Coudenberg. Katalog z rycinami Theatrum pictorum Davidis Teniers Antwerpiensis wydano w 1660. Po wyjeździe arcyksięcia do Wiednia w 1651 został malarzem dworskim u jego następcy, Don Juana syna Filipa IV Habsburga.
Wkrótce po śmierci swej pierwszej żony poślubił w 1656 Isabellę de Fren, córkę sekretarza Rady Brabancji. Wykorzystując to oraz powołując się na przypadki innych sławnych malarzy, którzy wcześniej uzyskali szlachectwo (Rubens i van Dyck), usiłował uzyskać tytuł szlachecki. Król zgodził się, ale pod warunkiem, że Teniers przestanie zajmować się handlem obrazami. Do tego nie doszło, ale Teniers z własnej inicjatywy założył Akademię Sztuk Pięknych w Antwerpii. W 26 stycznia 1663 akademia została uznana przez króla, natomiast Teniers został jej pierwszym dyrektorem i wreszcie otrzymał upragniony tytuł szlachecki.
Naśladowcami Teniersa byli m.in.: David Ryckaert III (1612–1661), Erasmus de Bie (1629–1675), Gillis van Tilborgh (ok. 1625 – ok. 1678), Simon de Vos (1603–1676), Willem van Herp (1614–1677) oraz Mattheus van Helmont (1623 – ok. 1680).

## Twórczość
Był artystą bardzo płodnym i wszechstronnym. Pozostawił ok. 2000 obrazów (wliczając w to kopie, repliki i naśladownictwa, przeważnie niewielkich rozmiarów, malowanych na drewnie, płótnie lub miedzi. Malował sceny rodzajowe, religijne, mitologiczne, historyczne, alegoryczne, pejzaże, portrety, martwe natury oraz tzw. singeries – scenki przedstawiające małpy przebrane za ludzi, wyszydzające ludzką głupotę (Małpi bankiet, Małpy w kuchni, Małpi malarz). Główną jego specjalnością były scenki rodzajowe z życia różnych warstw społecznych, głównie wieśniaków, we wnętrzach (kuchnie, gospody, stajnie, wartownie) lub na wolnym powietrzu (kiermasze, festyny, jarmarki, odpusty, gry towarzyskie, wesela). Był autorem 12 niewielkich płyt miedzianych (27 × 39 cm), przedstawiających historię Armidy z poematu Torquata Tassa „Jerozolima wyzwolona” (obecnie w Prado). Projektował też tapiserie. W pierwszym okresie twórczości pozostawał pod wpływem Jana Brueghla St. (sabaty czarownic, liczne Kuszenia św. Antoniego), później oddziałał na niego przede wszystkim Adriaen Brouwer.
Był znakomitym malarzem „gabinetów amatorów”. Ten gatunek malarstwa narodził się w latach 1620–1640 jako specjalność artystycznego rodu antwerpskiego Franckenów. Łączył w sobie elementy widoku wnętrza, sceny rodzajowej i portretu. Stanowił cenny dokument artystycznych gustów epoki. Tworzyli je m.in.: Hieronymous Francken II (1578–1623), Frans Francken Młodszy (1581–1642), Willem van Haecht (1593–1637), Hans Jordaens III (1595–1643). Teniers namalował 10 obrazów ukazujących galerię arcyksięcia Leopolda Wilhelma.
Jego obrazy cechuje wyrafinowana kolorystyka, trafne wyczucie formy i perspektywy powietrznej oraz światłocienia.
Twórczość Teniersa ma dużą wartość dokumentarną, przede wszystkim dla badaczy dziejów kultury materialnej i kolekcjonerstwa.
Jego zleceniodawcami byli m.in. biskup Brugii – Antoine Triest, następca arcyksięcia Leopolda Wilhelma – Don Juan d’Asturia, książę Wilhelm II Orański, król Hiszpanii Filip IV oraz królowa szwedzka Krystyna.
Największe kolekcje dzieł Teniersa posiadają muzea: Prado (ok. 50), Luwr (ok. 40) oraz Ermitaż (ok. 30). Kilka jego obrazów znajduje się również w zbiorach polskich (Chrystus Zmartwychwstały nad jeziorem Genezaret, Daniel w jaskini lwów, Ekstaza św. Franciszka, Krajobraz z Cyganami, Kuchnia, Operacja, Sprzedawca wódki, Śmiejący się chłop, Wiejski doktor).

### Wybrane dzieła
- Śmiejący się chłop – 1631, 24,5 × 32 cm, Muzeum Narodowe w Warszawie
- Wieśniacy grający w karty – 1633, 24,5 × 32 cm, Museum der Bildenden Künste, Lipsk
- Małpy w wartowni – ok. 1633, 41,5 × 58 cm, Mauritshuis, Haga
- Towarzystwo przy młynie – 1634, 37 × 56,5 cm, Gemäldegalerie, Berlin
- Wieśniacy świętujący dwunastą noc – 1635, 47 × 70 cm, National Gallery of Art, Waszyngton
- Palacze we wnętrzu – ok. 1637, 39 × 37 cm, Muzeum Thyssen-Bornemisza, Madryt
- Wielki wiejski kiermasz z dwiema tańczącymi parami – ok. 1638, 135 × 214 cm, Galeria Obrazów Starych Mistrzów w Dreźnie
- Głupek – ok. 1640, Muzeum Sztuk Pięknych im. Puszkina w Moskwie
- Król pije (Święto Trzech Króli) – ok. 1640 58 × 70 cm, Prado, Madryt
- Kiermasz flamandzki – 1640, 32 × 58,5 cm, Gemäldegalerie, Berlin
- Pokłon Trzech Króli – 1640, Muzeum Narodowe we Wrocławiu
- Staruszka obierająca gruszki – po 1640, 48,6 × 66,5 cm, National Gallery w Londynie
- Szlifierz – po 1640, 42 × 30 cm, Luwr, Paryż
- Krajobraz z Cyganami – 1641, 61 × 84 cm, Muzeum Narodowe w Warszawie
- Malarz w swojej pracowni – 1641, 25 × 21,5 cm., Ermitaż, Sankt Petersburg,
- Wartownia– 1641, 61 × 94,5 cm., Rijksmuseum, Amsterdam,
- Dentysta – 1640–1650, 35 × 30,5 cm, Galeria Obrazów Starych Mistrzów w Dreźnie
- Kuszenie św. Antoniego – 1640–1650, 22 × 16 cm, Luwr, Paryż
- Galeria arcyksięcia Leopolda Wilhelma w Brukseli – 1641, 96 × 128 cm, Staatsgalerie, Schleissheim
- Portret antwerpskiej gwardii cywilnej – 1643, 135 × 183 cm, Ermitaż, Sankt Petersburg,
- Dobra kuchnia – 1644, 75 × 78 cm, Mauritshuis, Haga
- Wnętrze kuchni – 1644, 57 × 78 cm, Mauritshuis, Haga
- Syn marnotrawny – 1644, 70 × 89 cm, Luwr, Paryż
- Kuszenie św. Antoniego – po 1645, 27,5 × 37,5 cm, Galeria Obrazów Starych Mistrzów w Dreźnie
- Kuszenie św. Antoniego – 54 × 74,5 cm, Królewskie Muzea Sztuk Pięknych, Bruksela
- Małpy w kuchni – ok. 1645, 30 × 50 cm, Ermitaż, Sankt Petersburg
- Kuszenie św. Antoniego w grocie – ok. 1645, 69 × 86 cm, Galeria Obrazów Starych Mistrzów w Dreźnie
- Uwolnienie św. Piotra z więzienia – ok. 1645, 58 × 78 cm, Galeria Obrazów Starych Mistrzów w Dreźnie
- Artysta z muzykującą rodziną – 1645–1646, 38 × 58 cm, Gemäldegalerie, Berlin
- Taniec chłopski przed gospodą – 1645–1650, 135 × 205 cm, Royal Collection, Windsor
- Martwa natura – 1645–1650, 52 × 68,5 cm, Koninklijk Museum voor Schone Kunsten, Antwerpia
- Zaparcie się Piotra – 1646, 37 × 52, Luwr
- Bogacz prowadzony do piekła – ok. 1647, 48 × 69 cm, National Gallery w Londynie
- Kuszenie św. Antoniego – ok. 1647, 54 × 75 cm, Królewskie Muzea Sztuk Pięknych, Bruksela
- Alchemik – ok. 1650, 26,5 × 37,5 cm, Mauritshuis, Haga
- Alchemik – 32 × 24 cm, Museum der Bildenden Künste, Lipsk
- Kiermasz wiejski – ok. 1650, 78 × 106 cm, Rijksmuseum, Amsterdam
- Święto na wsi – ok. 1650, 69 × 86 cm, Prado, Madryt
- Wiejska gospoda – ok. 1650, 33 × 54 cm, Staatliches Museum, Schwerin
- Stary wieśniak zalecający się do dziewki kuchennej – po 1650, 43 × 65 cm, National Gallery w Londynie
- Daniel w jaskini lwów – 1650–1660, 35,5 × 50, 5 cm, Muzeum Narodowe w Warszawie
- Arcyksiążę Leopold Wilhelm na polowaniu na czaple – 1650–1660, 82 × 120 cm, Luwr, Paryż
- Galeria arcyksięcia Leopolda Wilhelma w Brukseli – 1651, Petworth House, Petworth
- Arcyksiążę Leopold Wilhelm w swojej galerii – 1651–1653, 106 × 129 cm, Prado, Madryt
- Arcyksiążę Leopold Wilhelm w swojej galerii – 1651–1653, 73,5 × 88 cm, Museo Lázaro Galdiano, Madryt
- Arcyksiążę Leopold Wilhelm w swojej galerii w Brukseli – 1651, 96 × 129 cm, Królewskie Muzea Sztuk Pięknych, Bruksela
- Arcyksiążę Leopold Wilhelm w swojej galerii w Brukseli – 106 × 129 cm, Kunsthistorisches Museum, Wiedeń
- Kiermasz flamandzki – 1652, 157 × 221 cm, Królewskie Muzea Sztuk Pięknych, Bruksela
- Ofiara Abrahama – 1653, 132 × 103 cm, Kunsthistorisches Museum, Wiedeń
- Operacja – ok. 1655, 24,5 × 19,5 cm, Galeria Malarstwa i Rzeźby Muzeum Narodowego w Poznaniu
- Scena w Tawernie – 1658, 48,7 × 68,7 cm, National Gallery of Art, Waszyngton
- Małpi bankiet – 1660, 25 × 34 cm, Prado, Madryt
- Wieśniacy grający w kręgle przed gospodą – ok. 1660, 120 × 198 cm, National Gallery w Londynie
- Kuszenie św. Antoniego – ok. 1670, 55 × 69 cm, Prado, Madryt
- Powrót z polowania – 1670, 28 × 35 cm, Koninklijk Museum voor Schone Kunsten, Antwerpia
- Armida przed Godfrydem de Bouillon – 27 × 39 cm, Prado, Madryt
- Chrystus Zmartwychwstały nad jeziorem Genezaret – 69,5 × 87,5 cm, Muzeum Narodowe w Kielcach
- Daniel w jaskini lwów – 35,5 × 50,5 cm, Muzeum Narodowe w Warszawie
- Gospoda pod lipami – 44,5 × 37,5 cm, Museum der Bildenden Künste, Lipsk
- Gospoda wiejska – 19 × 26,5 cm, Wallraf-Richartz-Museum, Kolonia
- Karczma nad rzeką – 49 × 71 cm, Galeria Obrazów Starych Mistrzów w Dreźnie
- Krajobraz wiejski – 29,4 × 25,5 cm, Wallraf-Richartz-Museum, Kolonia
- Krajobraz z Cyganami – 177 × 239 cm, Prado, Madryt
- Krajobraz z kościołem na wzgórzu – 17 × 25 cm, Luwr, Paryż
- Krajobraz z pasterzami przy ognisku – 38 × 55 cm, Galeria Obrazów Starych Mistrzów w Dreźnie
- Krajobraz z pustelnikami – 177 × 230 cm, Prado, Madryt
- Krajobraz z rybakami – 40 × 63,5 cm, Gemäldegalerie, Berlin
- Krajobraz z tęczą – 28 × 39 cm, Gemäldegalerie, Berlin
- Książki i globus astronomiczny – 52 × 68,5 cm, Królewskie Muzea Sztuk Pięknych, Bruksela
- Kuszenie św. Antoniego – 22 × 16,5 cm, Gemäldegalerie, Berlin
- Kuszenie św. Antoniego – 52,5 × 81,5 cm, Wallraf-Richartz-Museum, Kolonia
- Kuszenie św. Antoniego – 60 × 83 cm, Galeria Narodowa, Praga
- Małpi malarz – 24 × 32 cm, Prado, Madryt
- Małpi rzeźbiarz – 23 × 32 cm, Prado, Madryt
- Neptun i Amfitryta – 30 × 36 cm, Gemäldegalerie, Berlin
- Ogród Armidy – 27 × 39 cm, Prado, Madryt
- Operacja wyjęcia kamienia – 38 × 61 cm, Prado, Madryt
- Palacze i hazardziści w gospodzie – 40 × 62, Prado, Madryt
- Palący fajkę – 15 × 11,5 cm, Muzeum sztuki Wschodu i Zachodu, Odessa
- Pasterka – 58 × 52 cm, Ermitaż, Sankt Petersburg
- Pasterz – 58 × 52 cm, Ermitaż, Sankt Petersburg
- Pięć zmysłów – 37,5 × 56 cm, Królewskie Muzea Sztuk Pięknych, Bruksela
- Pojednanie Rinalda i Armidy – 27 × 39 cm, Prado, Madryt
- Rozstanie Rinalda i Armidy – 27 × 39 cm, Prado, Madryt
- Sala straży – 67 × 52 cm, Prado, Madryt
- Sprzedawca wódki – 27,5 × 19,6 cm, Muzeum Narodowe w Warszawie (naśladowca)
- Św. Hieronim w górach – 36 × 27 cm, Museum der Bildenden Künste, Lipsk
- Uczony – 43 × 33 cm, Wallraf-Richartz-Museum, Kolonia
- W gospodzie – 42,5 × 55 cm, Galeria Obrazów Starych Mistrzów w Dreźnie
- W stajni – 61 × 87,5 cm, Kunstmuseum, Bazylea
- Wesoły żołnierz – 47 × 36 cm, Prado, Madryt
- Wiejski doktor – 25 × 19 cm, Zamek Królewski w Warszawie
- Wieśniacy grający w kule – 62,5 × 89,5 cm, Ermitaż, Sankt Petersburg
- Wnętrze kuchni – 73,5 × 105 cm, Muzeum Pałacu Króla Jana III w Wilanowie